# Agkistrodon russeolus
Agkistrodon russeolus (лат.) — вид змей из рода Agkistrodon. Обитает на севере Белиза и на Юкатанском полуострове.

## Описание
Может дорастать до размера более чем 100 см. Размер хвоста составляет 19,2 % от всего тела у самцов, у самок — 16 %. Есть 23 ряда продолговатых чешуек на середине тела, брюшных чешуек — 131—141, и 46-62 чешуек под хвостом.
Окраска их спинного рисунка варьируется от черного до темно-коричневого с полосами. Рисунок их кожи имеет акценты от желтовато-коричневого до белого цвета. Две желтые верхние линии головы, которые проходят над глазами к ноздрям, чётко различаются. Под губой от носа к нижней челюсти проходит более широкая белая линия. По мере старения, рисунок и окраска тускнеют и темнеют. Молодые змеи имеют красочный кончик хвоста, от темно-желтого до золотисто-зеленого. Люди цивилизации Майя их боялись, ведь их яд вызывает болезненный отек, серьезную гематурию, шок, затрудненное дыхание и некроз тканей с возможным летальным исходом. В случае укуса надо немедленно обратиться за медицинской помощью, чтобы избежать ампутации или даже смерти. Популяции из Мексики черные с небольшим рисунком на спине. Активен в сумеречное время и в ночное время суток. Питается мелкими грызунами. Живородящая ящерица, откладывает 6-13 яиц. Обитает в Мекиске, Белизе и Гватемале, в саваннах, низкорослых лиственных лесах, редко в вечнозелёных лесах. Маскимальный размер тела — 105 см.